# Quintanar de la Orden
Quintanar de la Orden település Spanyolországban, Toledo tartományban. Quintanar de la Orden La Puebla de Almoradiel, Villanueva de Alcardete, Los Hinojosos, El Toboso és Miguel Esteban községekkel határos. Lakosainak száma 11 194 fő (2024).

## Népesség
A település népessége az utóbbi években az alábbiak szerint változott:
| Lakosok száma | 9776 | 10 431 | 11 469 | 12 736 | 13 026 | 11 604 | 10 926 | 11 030 | 11 069 | 11 194 |
|               | 2001 | 2004   | 2007   | 2009   | 2011   | 2015   | 2017   | 2019   | 2022   | 2024   |